# Форто
Форто (англ. Forteau) — містечко в Канаді, у провінції Ньюфаундленд і Лабрадор.

## Населення
За даними перепису 2016 року, містечко нараховувало 409 осіб, показавши скорочення на 4,7 %, порівняно з 2011 роком. Середня густина населення становила 55 осіб/км².
З офіційних мов обома одночасно володіли 20 жителів, тільки англійською — 375.
Працездатне населення становило 46,8 % усього населення, рівень безробіття — 27,6 % (23,5 % серед чоловіків та 25 % серед жінок). 96,6 % осіб були найманими працівниками, а 0 % — самозайнятими.

## Клімат
Середня річна температура становить 1,2 °C, середня максимальна — 16,8 °C, а середня мінімальна — −17,8 °C. Середня річна кількість опадів — 1036 мм.
| Клімат поселення                              | Клімат поселення | Клімат поселення | Клімат поселення | Клімат поселення | Клімат поселення | Клімат поселення | Клімат поселення | Клімат поселення | Клімат поселення | Клімат поселення | Клімат поселення | Клімат поселення | Клімат поселення |
| Показник                                      | Січ.             | Лют.             | Бер.             | Квіт.            | Трав.            | Черв.            | Лип.             | Серп.            | Вер.             | Жовт.            | Лист.            | Груд.            |                  |
| Середній максимум, °C                         | −6,68            | −6,08            | −0,98            | 4,71             | 9,43             | 14,16            | 16,62            | 16,83            | 12,94            | 7,62             | 2,07             | −4,37            |                  |
| Середня температура, °C                       | −12,27           | −11,65           | −6,57            | −0,84            | 3,86             | 8,62             | 13,47            | 13,67            | 9,79             | 4,43             | −1,09            | −7,53            |                  |
| Середній мінімум, °C                          | −17,83           | −17,23           | −12,13           | −6,41            | −1,69            | 3,03             | 10,30            | 10,49            | 6,60             | 1,28             | −4,25            | −10,73           |                  |
| Норма опадів, мм                              | 94               | 79               | 74               | 54               | 71               | 99               | 104              | 101              | 95               | 92               | 78               | 95               |                  |
| Середньомісячна швидкість вітру, м/с          | 6.57             | 6.33             | 6.33             | 5.83             | 5.12             | 4.90             | 4.51             | 4.70             | 5.40             | 5.88             | 6.39             | 6.87             |                  |
| Середньомісячна сонячна радіація, кДж/м²·день | 3493             | 6556             | 10893            | 14651            | 17425            | 18677            | 18148            | 15094            | 10758            | 6258             | 3514             | 2567             |                  |
| --------------------------------------------- | ---------------- | ---------------- | ---------------- | ---------------- | ---------------- | ---------------- | ---------------- | ---------------- | ---------------- | ---------------- | ---------------- | ---------------- | ---------------- |
| Джерело:                                      |                  |                  |                  |                  |                  |                  |                  |                  |                  |                  |                  |                  |                  |